# یوزف ماخ
یوزف ماخ (انگلیسی: Josef Mach؛ ۲۵ فوریه ۱۹۰۹ – ۷ ژوئیه ۱۹۸۷) یک نویسنده، کارگردان فیلم، فیلم‌نامه‌نویس و هنرپیشه اهل جمهوری چک بود. از آثار مشهور او می‌توان به پسران خرس بزرگ اشاره کرد.